# Geguri
Ким Се Ён (кор. 김세연, род. 26 июня 1999, Республика Корея), более известная под своим никнеймом Geguri (кор. 게구리 Ке Ку Ри), — бывший корейский профессиональный игрок в Overwatch. Первая киберспортсменка, выступавшая на Overwatch League.

## Биография
Ким заинтересовалась Overwatch до выпуска игры, посмотрев трейлеры. Благодаря своей игре на Заре, примечательной высоким процентом попаданий и побед, она стала набирать популярность среди корейских игроков в Overwatch, а также стала одной из самых успешных игроков на Заре во внутриигровом рейтинге. После нескольких недель игры её пригласили в любительскую команду UW Artisan.
18 июня 2016 года Ким участвовала в квалификациях на Nexus Cup Korean. Один из пользователей форума Inven выложил запись её геймплея, предположив, что Ким использовала читы во время турнира. Следом обвинения выдвинули двое участников того же турнира, ELTA и STROBE из команды Dizzyness, заявив, что Ким использовала программу-наводчик («аимбот»), отметив, что человек физически не способен наводить курсор с такой точностью. Чтобы проверить обвинения, сотрудники Inven организовали стрим из своей студии, на котором Ким продемонстрировала аналогичный уровень игры на заведомо чистом компьютере; кроме того, представители Blizzard Entertainment со своей стороны заявили, что признаков использования читов обнаружено не было. Менеджер и спортсмены Dizzyness принесли свои извинения и расформировали команду, а на историю обратила внимание мировая общественность.
В августе 2016 года китайская киберспортивная организация EHOME приобрела UW Artisan, и Ким начала выступать под эгидой EHOME Spear. Команде не удалось откалиброваться на OGN APEX, и в июне 2017 года состав был расформирован.
В августе 2017 года Ким подписала контракт с ROX Orcas и участвовала в Overwatch Apex. В феврале 2018 года она перешла в Shanghai Dragons, благодаря чему стала первой киберспортсменкой, участвующей в Overwatch League. По итогам сезона 2018 года она попала в сборную тихоокеанского дивизиона на 2018 Overwatch League All-Star Game. В сезона 2019 года Dragons с Ким в составе стала чемпионом третьей стадии. В сезоне 2020 года Shanghai Dragons одержала победу на турнире May Melee, обыграв в финале Seoul Dynasty со счётом 4:3, и Countdown Cup. После 2020 года Ким не стала продлевать контракт с командой.

## Признание
В 2019 году журнал Time включил Ким в список «лидеров следующего поколения», назвав Ким одной из первых успешных киберспортсменок в истории. В 2018 году Geguri была номинирована на Gamers’ Choice Awards в категории «Любимая геймерша/стримерша», однако победительницей стала Иман «Pokimane» Анис.